# Pseudoechthistatus granulatus
Pseudoechthistatus granulatus är en skalbaggsart som beskrevs av Stefan von Breuning 1942. Pseudoechthistatus granulatus ingår i släktet Pseudoechthistatus och familjen långhorningar. Inga underarter finns listade i Catalogue of Life.